# Carex anthoxanthea
Carex anthoxanthea är en halvgräsart som beskrevs av Jan Svatopluk Presl och Karel Presl. Carex anthoxanthea ingår i släktet starrar, och familjen halvgräs. Inga underarter finns listade i Catalogue of Life.
Denna växt förekommer i nordöstra Asien och norra Nordamerika. Utbredningsområdet sträcker sig från Magadan oblast i Ryssland över Pribiloföarna och Aleuterna till i Yukon och British Columbia Kanada och till delstaten Washington i USA. Arten hittas i tundran, nära havskusten, i myrar och i fuktiga ängar. Andra växter som växer intill Carex anthoxanthea är nutkacypress, Salix scouleriana, majbräken, ekbräken, åkerfräken, Caltha leptosepala och Delphinium glaucum.
För beståndet är inga hot kända. Carex anthoxanthea är inte sällsynt. IUCN listar arten som livskraftig (LC).